# Zhang Zhizhen
Zhang Zhizhen (in cinese: 张之臻; Shanghai, 16 ottobre 1996) è un tennista cinese.
Ha disputato una finale nel circuito maggiore in singolare e vinto alcuni tornei nei circuiti minori, è stato il primo tennista uomo cinese a entrare nella top 100 e 50 mondiale di singolare, nel luglio 2024 si è spinto alla 31ª posizione del ranking ATP, la migliore mai raggiunta in precedenza da un cinese.
In doppio ha vinto un titolo nel circuito maggiore, diventando il primo tennista uomo cinese ad aggiudicarsi un torneo ATP in questa specialità. Ha disputato una semifinale agli Australian Open e ha raggiunto il 47º posto del ranking nel luglio 2024. Nel 2024 ha conquistato la medaglia d'argento in doppio misto alle Olimpiadi di Parigi con Wang Xinyu. Ha esordito nella squadra cinese di Coppa Davis nel 2017.

## Biografia
Nasce da una famiglia di sportivi, il padre Zhang Weihua aveva giocato a calcio come difensore dello Shanghai Shenhua in Jia-A League, mentre la madre faceva parte della squadra sportiva di tiro a segno di Shanghai. Da bambino pratica tennis e nuoto, e quando i genitori gli chiedono di scegliere tra le due discipline, Zhang Zhizhen sceglie il tennis perché l'istruttore di nuoto era troppo severo.
Nel dicembre 2015 si frattura un osso del piede sinistro mentre si allena a correre in un parco, due mesi dopo si deve sottoporre a un intervento chirurgico e non otterrà risultati di rilievo fino al maggio 2017. Nel 2016 firma un contratto con il manager ed ex tennista nº 3 del mondo Ivan Ljubičić e in seguito soggiorna spesso all'accademia di tennis fondata da Ljubičić sull'isola di Lussino, che diventa la sua base in Europa. Nel giugno 2022 si laurea in Gestione delle risorse umane all'Università Jiao Tong di Shanghai.

## Carriera

### 2012-2015, inizi tra i professionisti e primi titoli Futures
Fa le sue prime apparizioni tra i professionisti nel 2012 e 2013, debuttando sia nell'ITF Men's Circuit che nell'ATP Challenger Tour, nel 2012 prende inoltre parte con una wild-card alle qualificazioni dello Shanghai Masters, uscendo al primo turno. Inizia a giocare continuità verso la metà del 2014 e a luglio vince il primo titolo ITF Futures nel torneo di doppio China F8 in coppia con il connazionale Bai Yan. Nel giugno dell'anno successivo arriva il primo titolo in singolare al France F10, con il successo in finale sul giocatore locale Adrien Puget. Nel prosieguo della stagione perderà una finale Futures in singolare e due in doppio.
Fa il suo esordio nel circuito maggiore nel settembre 2015 superando le qualificazioni allo Shenzhen Open, al primo turno del tabellone principale sconfigge Gō Soeda e viene quindi eliminato da Jiří Veselý. Nelle qualificazioni del successivo ATP 500 di Pechino supera per la prima volta un top 100 del ranking ATP, il nº 74 Ričardas Berankis, e viene eliminato al secondo turno. Una settimana più tardi debutta in doppio in un torneo ATP allo Shanghai Masters, e insieme a Wu Di viene eliminato al primo turno da David Goffin / Dominic Thiem. Nel novembre 2015 entra per la prima volta nella top 400 del ranking, ma nei due anni successivi una serie di infortuni bloccano la sua ascesa.

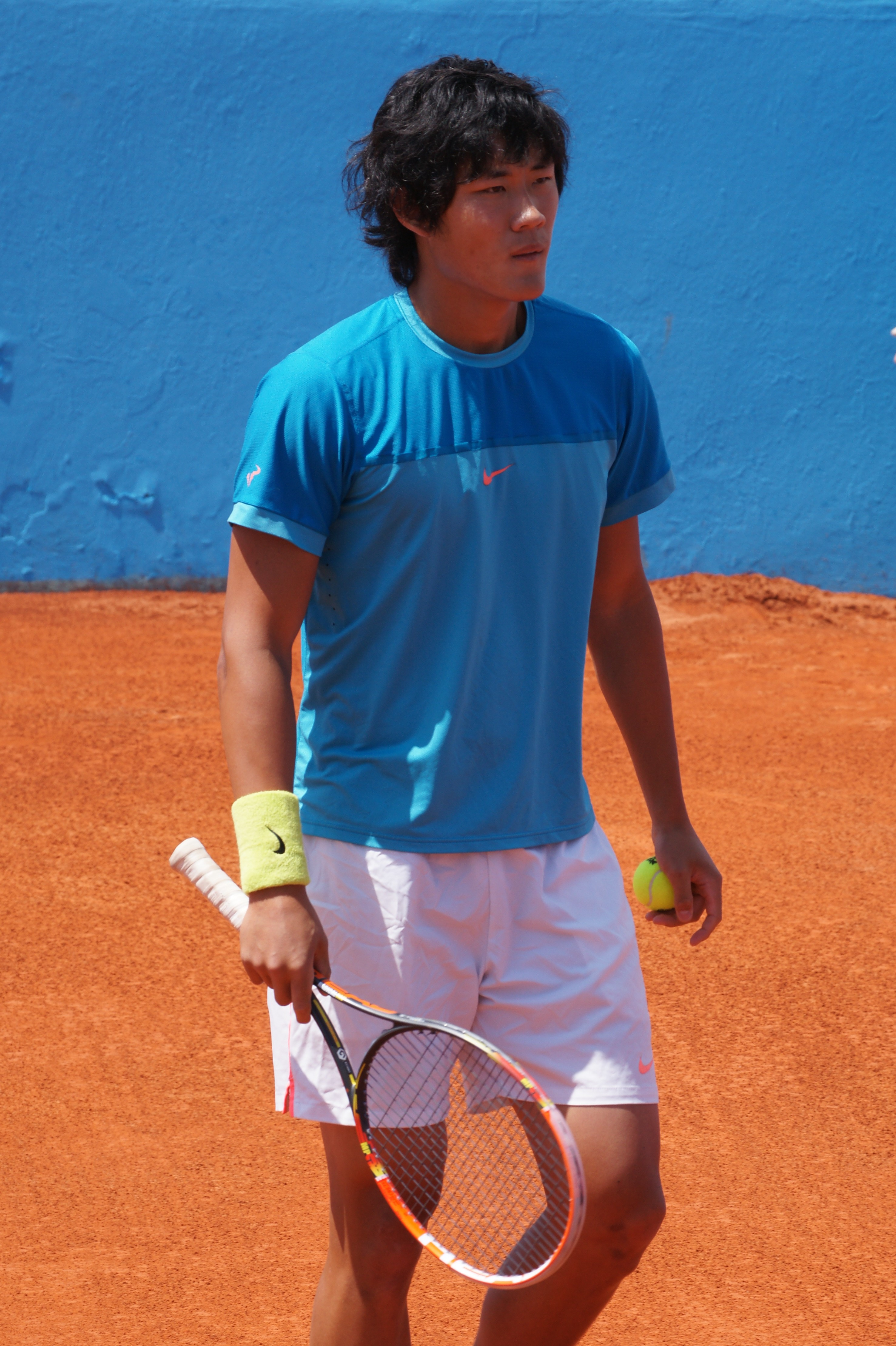
Zhang a Nizza nel 2016.

### 2016-2017, esordio in Coppa Davis, primi titoli Challenger in doppio, quarti di finale all'ATP di Shenzhen
Rientra nel circuito dopo 6 mesi di inattività nell'aprile 2016, il mese dopo sconfigge il nº 71 ATP Damir Džumhur al primo turno di qualificazione all'ATP di Nizza ed esce di scena all'incontro successivo. Sarà il suo unico risultato stagionale di rilievo, nel corso del 2016 subisce altri infortuni, perde oltre 400 posizioni nel ranking e chiude l'anno alla 840ª. A settembre vince il primo torneo Challenger in doppio in coppia con Wu Di a Nanchang, battendo in finale in due set Nicolás Barrientos / Ruben Gonzales.
Nel febbraio 2017 debutta in Coppa Davis in occasione della sfida vinta 5-0 contro Taiwan e si impone sia in doppio che nell'unico singolare giocato. Vince un torneo Futures in doppio ad aprile e in questo periodo risolve i problemi fisici che lo affliggevano da fine 2015, che lo trascinano in maggio alla 894ª posizione nel ranking di singolare. A luglio torna a vincere un torneo in singolare dopo due anni al China F11 di Shenzhen, approfittando del ritiro di Prajnesh Gunneswaran nel terzo set della finale. A settembre vince il torneo di doppio all'International Challenger Zhangjiagang in coppia con Gao Xin. A fine mese consegue il miglior risultato da inizio carriera raggiungendo per la prima volta i quarti di finale in un torneo ATP a Shenzhen; supera le qualificazioni e nel tabellone principale elimina Rogério Dutra da Silva e Paolo Lorenzi, rispettivamente nº 74 e 39 del ranking, prima della sconfitta al terzo set contro Henri Laaksonen; grazie a questo risultato, un mese dopo sale alla 335ª posizione mondiale, nuovo best ranking.

### 2018-2019, primi titoli Challenger in singolare e top 150
Non ottiene buoni risultati nella prima parte del 2018, perde la sua prima finale stagionale in luglio al Futures Italy F18, il mese successivo raggiunge la sua prima semifinale in singolare in un Challenger a Jinan, e a settembre perde la finale nel torneo di doppio allo Shanghai Challenger. Si mette di nuovo in luce all'ATP di Shenzhen vincendo un set al primo turno contro Andy Murray, ed è costretto al ritiro nel corso del parziale decisivo.
Nella prima parte del 2019 non va oltre i quarti di finale in singolare nei tornei Challenger; si sblocca vincendo l'8 settembre il suo primo titolo Challenger in singolare battendo Gō Soeda nella finale di Jinan con il punteggio di 7-5, 2-6, 6-4. A fine mese supera Dominik Koepfer al primo turno all'ATP di Zhuhai e al secondo cede nel tie-brak decisivo ad Andreas Seppi. Raggiunge il secondo turno anche al 500 di Pechino eliminando Kyle Edmund e viene sconfitto da Dominic Thiem; a fine torneo fa il suo ingresso nella top 200, in 179ª posizione. Fa quindi il suo esordio in un torneo Masters 1000, con una wild-card, a Shanghai e viene eliminato al primo turno. In novembre vince il secondo Challenger stagionale a Shenzen battendo in finale Li Zhe e chiude la stagione al 138º posto mondiale.

### 2020-2021, impegni nel circuito nazionale cinese nei primi due anni di COVID-19 ed esordio a Wimbledon
Il 10 febbraio 2020 diventa il nº 136 del mondo, la posizione più alta mai occupata fino ad allora da un cinese nel ranking ATP. Dopo il marzo 2020, quando ha inizio la pausa del tennis mondiale per la pandemia di COVID-19, resta inattivo per 5 mesi e a causa delle restrizioni imposte dal governo cinese riprende a giocare esclusivamente nel circuito nazionale. A partire dal gennaio 2021 fa alcune rare apparizioni nel circuito internazionale e a giugno diventa il primo cinese a superare nell'era Open le qualificazioni nel singolare maschile a Wimbledon, al suo debutto nel tabellone principale di un torneo del Grande Slam viene eliminato in 5 set da Antoine Hoang al primo turno.

### 2022, un titolo Challenger, esordio agli US Open e top 100
Nel gennaio 2022 scende alla 323ª posizione nel ranking di singolare, la peggiore dall'agosto 2019. Riprende a giocare nel circuito Challenger con continuità in febbraio e ad aprile perde la finale in doppio a Savannah. A luglio torna protagonista in singolare, perde la finale a Lüdenscheid contro Hamad Međedović e subito dopo esce in semifinale al Challenger 125 di Braunschweig dopo aver eliminato il nº 50 del mondo Pedro Martínez e Marco Cecchinato. Raggiunge la finale al successivo torneo di Trieste, perde al terzo set contro Francesco Passaro ma rientra nella top 200. Ad agosto torna a vincere un titolo dopo quasi tre anni battendo Andrea Vavassori in finale a Cordenons e due settimane più tardi perde la finale a Grodzisk Mazowiecki contro Tomáš Macháč; risultati con cui risale alla 137ª posizione mondiale.
Il 26 agosto diventa il primo tennista uomo cinese a superare le qualificazioni nella storia degli US Open insieme a Wu Yibing, che si qualifica quello stesso giorno. Non perde alcun set nei tre incontri del torneo cadetto, e dopo i successi su Marco Trungelliti e Andrea Collarini	accede al tabellone principale battendo Zizou Bergs. L'impresa di essere il primo uomo cinese a vincere un incontro in uno Slam nell'era Open riesce a Wu, che supera il primo turno, mentre Zhang viene eliminato dopo aver sprecato 7 match-ball nel terzo set contro Tim van Rijthoven, che si impone per 6-4 nel quinto set. A fine torneo si porta al 122º posto mondiale, nuovo best ranking ATP per un tennista cinese 31 mesi dopo il 136º posto che Zhang aveva raggiunto nel febbraio 2020.
Nella successiva sfida di Coppa Davis vinta 3-2 a Montevideo contro l'Uruguay si impone in entrambi i singolari. A ottobre supera le qualificazioni al torneo ATP 500 di Astana, elimina quindi il nº 39 mondiale Aslan Karacev ed esce di scena al secondo turno per mano di Andrej Rublëv. Supera le qualificazioni anche nei tornei ATP di Firenze, dove al primo turno viene nuovamente sconfitto da Francesco Passaro, e di Napoli, nel quale raggiunge per la seconda volta in carriera i quarti di finale nel circuito maggiore con i successi su Márton Fucsovics e sul nº 37 ATP Sebastián Báez. Viene eliminato da Mackenzie McDonald dopo aver vinto il primo set. Il 24 ottobre diventa il primo tennista cinese a entrare nella top 100 del ranking ATP, al 97º posto.

### 2023, quarti di finale in un Masters 1000, semifinale in un ATP 500, terzo turno al Roland Garros e 52º nel ranking

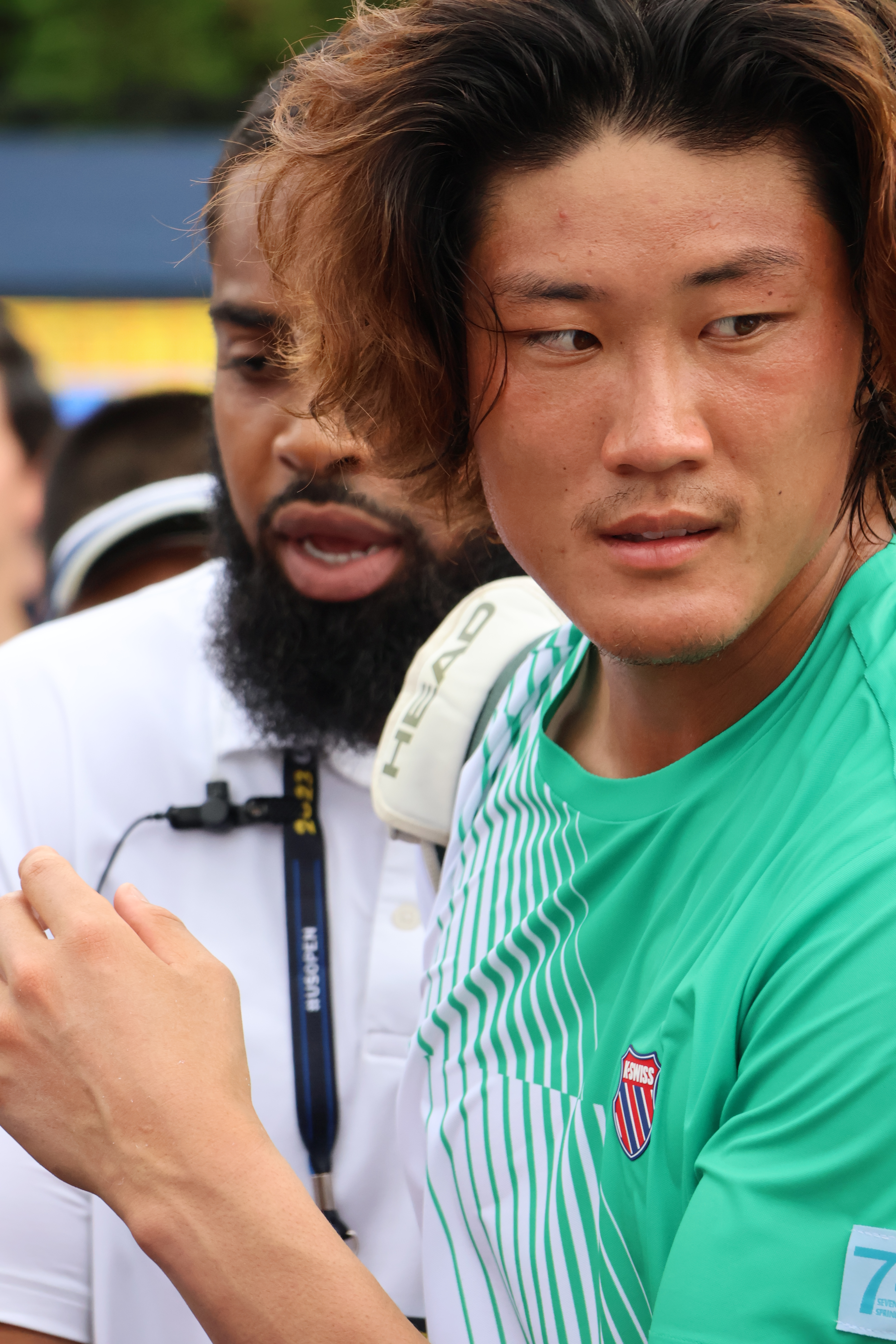
Zhang agli US Open 2023

Entra per diritto di classifica nel tabellone principale degli Australian Open, al quale accede per la prima volta, e al primo turno perde 10-8 nel tie-break del quinto set contro il talento emergente Ben Shelton, che si spingerà fino ai quarti. A febbraio Zhang porta il best ranking alla 91ª posizione mondiale, ma la settimana successiva Wu Yibing vince un torneo ATP e gli toglie il primato tra i tennisti cinesi nella classifica mondiale. Supera per la prima volta le qualificazioni in un Masters 1000 a Indian Wells e viene subito sconfitto. Dopo che nella prima parte della stagione aveva vinto nei tabelloni principali solo alcuni incontri nei tornei Challenger, diventa protagonista a Madrid, dove entra nel main draw in sostituzione dell'infortunato Novak Đoković. Al turno di esordio vince il suo primo incontro in un Masters 1000 eliminando Jurij Rodionov e diventa la grande sorpresa del torneo con i suoi più prestigiosi successi da inizio carriera superando nell'ordine il nº 27 del mondo Denis Shapovalov, il nº 13 Cameron Norrie e il nº 10 Taylor Fritz, al quale annulla tre match point e ottiene la prima vittoria contro un top 10. Diventa così il primo cinese a giocare nei quarti di finale in un Masters 1000, e viene sconfitto in due set da Aslan Karacev. Guadagna 30 posizioni in classifica e porta il best ranking alla 69ª.
Torna a mettersi in luce vincendo il primo incontro in carriera in una prova dello Slam al Roland Garros, dove accede al secondo turno per il ritiro di Dušan Lajović nel corso del primo match, elimina in 3 set Thiago Agustin Tirante e viene sconfitto al terzo turno dal nº 4 del mondo Casper Ruud al quarto set dopo aver vinto il primo; a fine torneo torna a essere il nº 1 cinese nel ranking ATP. A fine giugno vince i primi incontri ATP in carriera sull'erba a Eastbourne superando Sonego e Cressy, e viene eliminato nei quarti dal futuro vincitore del torneo Francisco Cerúndolo, risultato con cui sale al 52º posto mondiale, la nuova miglior posizione di un cinese nel ranking ATP superando il record che deteneva a pari merito con Wu Yibing alla 54ª. Eliminato al primo turno ai successivi tornei di Wimbledon e Gstaad, si spinge per la prima volta fino a una semifinale del circuito maggiore al prestigioso ATP 500 di Amburgo con i successi su Yannick Hanfmann e su Daniel Altmaier, che aveva eliminato Andrej Rublëv; l'accesso alla finale gli viene negato da Laslo Đere, che si impone per 6-3, 6-2.
Eliminato nelle fasi iniziali dei tornei successivi, vince il suo primo incontro in carriera agli US Open superando Jeffrey John Wolf, desta poi sensazione il suo successo in 5 set sul nº 5 del mondo e vice-campione uscente Casper Ruud ed esce di scena al terzo turno per mano di Rinky Hijikata. A fine settembre si aggiudica la medaglia d'oro ai Giochi asiatici di Hangzhou superando in finale Yosuke Watanuki. Raggiunge il quarto turno allo Shanghai Masters e cede a Hubert Hurkacz nel tie-break decisivo. Si prende la rivincita sul polacco nº 11 del mondo al Japan Open e viene eliminato al secondo turno.

### 2024, primo titolo ATP, semifinale agli Australian Open e 47º in doppio, prima finale ATP e 31º in singolare, medaglia d’argento alle Olimpiadi in doppio misto
A inizio stagione supera Jiří Lehečka e perde contro Novak Đoković nel round robin della United Cup, la Cina accede ai quarti di finale e viene eliminata dalla Polonia dopo che Zhang viene sconfitto da Hurkacz. Desta sorpresa raggiungendo la semifinale in doppio agli Australian Open in coppia con Tomáš Macháč, eliminano tra gli altri le teste di serie nº 3 Rajeev Ram / Joe Salisbury e perdono in due set contro i vincitori del torneo Rohan Bopanna / Matthew Ebden. In singolare vince il suo primo match in carriera nel torneo battendo Federico Coria e al secondo turno cede a Ugo Humbert. Conferma i progressi in doppio al successivo ATP 250 di Marsiglia, dove conquista con Macháč il suo primo titolo ATP con la vittoria in finale su Patrik Niklas-Salminen / Emil Ruusuvuori per 6-3, 6-4; in singolare esce nei quarti per mano di Karen Chačanov dopo aver sconfitto Félix Auger-Aliassime. Con questi risultati migliora il best ranking in doppio, raggiungendo l'80ª posizione, e in singolare con la 50ª. Sale alla 46ª dopo il torneo di Doha, dove concede due soli giochi a Lorenzo Musetti e viene battuto al tie-break del set decisivo da Gaël Monfils al secondo turno.
Delude nei primi Masters stagionali con l'eliminazione al secondo turno a Indian Wells e a quello di esordio a Miami. Continua a salire nel ranking di doppio con la semifinale raggiunta assieme a Macháč al Barcelona Open, eliminando tra gli altri i numeri 3 e 4 del mondo Horacio Zeballos e Marcel Granollers. Esce al primo turno in singolare al Madrid Open, dove difendeva i quarti raggiunti l'anno prima, si riscatta subito spingendosi fino ai quarti agli Internazionali d'Italia, viene sconfitto da Alejandro Tabilo dopo aver eliminato il nº 14 ATP Ben Shelton e sale al 44º posto mondiale. Nel periodo successivo migliora diverse volte il best ranking in entrambe le specialità a cominciare dal terzo turno in singolare e i quarti di finale in doppio raggiunti al Roland Garros assieme a Macháč. All'ATP 500 sull'erba di Halle elimina il nº 5 del mondo Daniil Medvedev e raggiunge la semifinale, persa contro Jannik Sinner.
A Wimbledon vince il suo primo incontro in carriera ed esce al secondo turno in entrambe le specialità, e si spinge fino al 31º posto mondiale in singolare e al 47º in doppio. Disputa la sua prima Olimpiade ai Giochi di Parigi e vince la medaglia d'argento in doppio misto in coppia con Wang Xinyu, mentre si ritira al primo turno in singolare durante il match contro il compagno di doppio Macháč. Non supera il secondo turno al Cincinnati Open e si ritira al turno di esordio anche agli US Open. Torna a giocare all'edizione inaugurale dell'ATP cinese Hangzhou Open e raggiunge la sua prima finale ATP di singolare in carriera; perde un solo set prima dell'incontro che assegna il titolo, nel quale cede dopo due tie-break al rientrante Marin Čilić. Raccoglie in singolare cinque sconfitte al primo turno nei restanti tornei e chiude la stagione in 45ª posizione, mentre in doppio dirada le sue presenze e chiude 51º.

### 2025
Inizia la stagione alla United Cup e nel girone a tre vince contro il Brasile sia in singolare che in doppio misto, mentre perde entrambi gli incontri contro la Germania e la Cina passa il turno come migliore tra le seconde. Nei quarti persi 0-3 contro gli Stati Uniti viene sconfitto da Taylor Fritz nell'unico incontro disputato. Nei primi tre tornei in singolare subisce tre sconfitte al primo turno, si sblocca all'ATP 250 di Marsiglia superando Quentin Halys e il top 20 Hubert Hurkacz e si ritira durante il match dei quarti di finale. Non supera il terzo turno in doppio agli Australian Open in coppia con Macháč e non giocano il torneo di Marsiglia dove erano campioni uscenti, e Zhang crolla all'88º posto mondiale. Rimane inattivo da inizio marzo a causa di un problema al ginocchio sinistro, a giugno esce dalla top 100 di singolare e dalla top 200 in doppio.

## Statistiche

### Singolare

#### Finali perse (1)
| Legenda              |
| Grande Slam (0)      |
| ATP Finals (0)       |
| ATP Masters 1000 (0) |
| ATP Tour 500 (0)     |
| ATP Tour 250 (1)     |

| N. | Data              | Torneo                  | Superficie | Avversario in finale | Punteggio      |
| 1. | 24 settembre 2024 | Hangzhou Open, Hangzhou | Cemento    | Marin Čilić          | 6(5)–7, 6(5)–7 |

### Doppio

#### Vittorie (1)
| Legenda              |
| -------------------- |
| Grande Slam (0)      |
| ATP Finals (0)       |
| ATP Masters 1000 (0) |
| ATP Tour 500 (0)     |
| ATP Tour 250 (1)     |

| N. | Data             | Torneo                      | Superficie  | Compagno     | Avversari in finale                    | Punteggio |
| 1. | 11 febbraio 2024 | Open 13 Provence, Marsiglia | Cemento (i) | Tomáš Macháč | Patrik Niklas-Salminen Emil Ruusuvuori | 6–3, 6–4  |

### Doppio misto

#### Finali perse (1)
| Tornei del Grande Slam  |
| ----------------------- |
| Australian Open (0)     |
| Open di Francia (0)     |
| Torneo di Wimbledon (0) |
| US Open (0)             |
| Argenti olimpici (1)    |

| N. | Data          | Torneo                  | Superficie  | Compagna   | Avversari in finale             | Punteggio        |
| 1. | 2 agosto 2024 | Giochi olimpici, Parigi | Terra rossa | Wang Xinyu | Kateřina Siniaková Tomáš Macháč | 2–6, 7–5, [8–10] |

### Tornei minori

#### Singolare

##### Vittorie (5)
| Legenda tornei minori |
| Challenger (3)        |
| Futures (2)           |

| N. | Data             | Torneo                                                        | Superficie  | Avversario in finale | Punteggio          |
| 1. | 21 giugno 2015   | France F10, Mont-de-Marsan                                    | Terra rossa | Adrien Puget         | 6–4, 7–6(4)        |
| 2. | 9 luglio 2017    | China F11, Shenzhen                                           | Cemento     | Prajnesh Gunneswaran | 2–6, 7–5, 5–0 rit. |
| 3. | 8 settembre 2019 | Jinan International Open, Jinan                               | Cemento     | Gō Soeda             | 7–5, 2–6, 6–4      |
| 4. | 3 novembre 2019  | Shenzhen Longhua Open, Shenzhen                               | Cemento     | Li Zhe               | 6–3, 4–6, 6–1      |
| 5. | 7 agosto 2022    | Internazionali di Tennis del Friuli Venezia Giulia, Cordenons | Terra rossa | Andrea Vavassori     | 2–6, 7–6(5), 6–3   |

##### Sconfitte (7)
| N. | Data           | Torneo                                             | Superficie  | Avversario in finale | Punteggio     |
| 1. | 12 luglio 2015 | France F13, Bourg-en-Bresse                        | Terra rossa | Jordi Samper Montaña | 3–6, 4–6      |
| 2. | 4 giugno 2017  | China F9, Lu'an                                    | Cemento     | Alexander Sarkissian | 2–6, 1–6      |
| 3. | 13 luglio 2017 | China F13, Yinchuan                                | Cemento     | Sora Fukuda          | 3–6, 5–7      |
| 4. | 15 luglio 2018 | Italy F18, Casinalbo                               | Terra rossa | Jelle Sels           | 0–6, 3–6      |
| 5. | 3 luglio 2022  | Sauerland Open, Lüdenscheid                        | Terra rossa | Hamad Međedović      | 1–6, 2–6      |
| 6. | 24 luglio 2022 | Internazionali di Tennis Città di Trieste, Trieste | Terra rossa | Francesco Passaro    | 6–4, 3–6, 3–6 |
| 7. | 21 agosto 2022 | Kozerki Open, Grodzisk Mazowiecki                  | Cemento     | Tomáš Macháč         | 6–1, 3–6, 2–6 |

#### Doppio

##### Vittorie (4)
| Legenda tornei minori |
| Challenger (2)        |
| Futures (2)           |

| N. | Data              | Torneo                                                | Superficie | Compagno  | Avversari in finale               | Punteggio        |
| 1. | 20 luglio 2014    | China F8, Shenzhen                                    | Cemento    | Bai Yan   | Hua Runhao Qiu Zhuoyang           | 6–4, 4–6, [10–3] |
| 2. | 18 settembre 2016 | ATP Challenger China International Nanchang, Nanchang | Cemento    | Wu Di     | Nicolás Barrientos Ruben Gonzales | 7–6(4), 6–3      |
| 3. | 16 aprile 2017    | China F5, Luzhou                                      | Cemento    | He Yecong | Peng Hsien–yin Xia Zihao          | 7–6(5), 6–3      |
| 4. | 10 settembre 2017 | International Challenger Zhangjiagang, Zhangjiagang   | Cemento    | Gao Xin   | Chen Ti Yi Chu-huan               | 6–2, 6–3         |

##### Sconfitte (6)
| N. | Data              | Torneo                              | Superficie  | Compagno        | Avversari in finale              | Punteggio        |
| 1. | 19 luglio 2015    | France F14, Saint-Gervais-les-Bains | Terra rossa | Daniil Medvedev | Caio Silva Ricardo Urzua-Rivera  | 6(4)–7, 1–6      |
| 2. | 23 agosto 2015    | Belarus F2, Minsk                   | Cemento     | Daniil Medvedev | Jahor Herasimaŭ Il'ja Ivaška     | 1–6, 3–6         |
| 3. | 2 luglio 2017     | China F10, Kunshan                  | Cemento     | He Yecong       | Gao Xin Li Zhe                   | 3–6, 2–6         |
| 4. | 16 settembre 2018 | Shanghai Challenger, Shanghai       | Cemento     | Hua Runhao      | Gong Maoxin Zhang Ze             | 4–6, 6–3, [4–10] |
| 5. | 20 gennaio 2019   | M15 Monastir, Monastir              | Cemento     | Jannik Sinner   | Gábor Borsos Péter Nagy          | 1–6, 6–3, [7–10] |
| 6. | 30 aprile 2022    | Savannah Challenger, Savannah       | Terra verde | Wu Tung–lin     | Ruben Gonzales Treat Conrad Huey | 6(4)–7, 4–6      |

## Risultati in progressione
| Sigla | Risultato               |
| ----- | ----------------------- |
| V     | Vincitore               |
| F     | Finalista               |
| SF    | Semifinalista           |
| O     | Oro olimpico            |
| A     | Argento olimpico        |
| SF    | Bronzo olimpico         |
| QF    | Quarti di Finale        |
| 4T    | Quarto turno            |
| 3T    | Terzo turno             |
| 2T    | Secondo turno           |
| 1T    | Primo turno             |
| RR    | Round Robin             |
| LQ    | Turno di qualificazione |
| A     | Assente                 |
| ND    | Non disputato           |

| Legenda superfici    |
| -------------------- |
| Cemento              |
| Terra battuta        |
| Erba                 |
| Superficie variabile |

### Singolare
| Torneo                | 2012 | 2013 | 2014 | 2015 | 2016 | 2017 | 2018 | 2019 | 2020          | 2021          | 2022          | 2023  | 2024  | V/S   |
| --------------------- | ---- | ---- | ---- | ---- | ---- | ---- | ---- | ---- | ------------- | ------------- | ------------- | ----- | ----- | ----- |
| Tornei Grande Slam    |      |      |      |      |      |      |      |      |               |               |               |       |       |       |
| Australian Open       | A    | A    | A    | A    | A    | A    | A    | A    | Q1            | Q2            | A             | 1T    | 2T    | 1–2   |
| Roland Garros         | A    | A    | A    | A    | A    | A    | A    | A    | A             | Q2            | A             | 3T    | 3T    | 4–2   |
| Wimbledon             | A    | A    | A    | A    | A    | A    | A    | A    | ND            | 1T            | Q2            | 1T    | 2T    | 1–3   |
| US Open               | A    | A    | A    | A    | A    | A    | A    | A    | A             | A             | 1T            | 3T    | 1T    | 2–3   |
| Vittorie-Sconfitte    | 0–0  | 0–0  | 0–0  | 0–0  | 0–0  | 0–0  | 0–0  | 0–0  | 0–0           | 0–1           | 0–1           | 4–4   | 4–4   | 8–10  |
| ATP Tour Masters 1000 |      |      |      |      |      |      |      |      |               |               |               |       |       |       |
| Indian Wells          | A    | A    | A    | A    | A    | A    | A    | A    | ND            | A             | A             | 1T    | 2T    | 1–2   |
| Miami                 | A    | A    | A    | A    | A    | A    | A    | A    | ND            | A             | A             | Q2    | 1T    | 0–1   |
| Monte Carlo           | A    | A    | A    | A    | A    | A    | A    | A    | ND            | A             | A             | A     | 2T    | 1–1   |
| Madrid                | A    | A    | A    | A    | A    | A    | A    | A    | ND            | A             | A             | QF    | 1T    | 4–2   |
| Roma                  | A    | A    | A    | A    | A    | A    | A    | A    | A             | A             | A             | Q1    | QF    | 4–1   |
| Montreal/Toronto      | A    | A    | A    | A    | A    | A    | A    | A    | ND            | A             | A             | 1T    | A     | 0–1   |
| Cincinnati            | A    | A    | A    | A    | A    | A    | A    | A    | A             | A             | A             | Q2    | 1T    | 0–1   |
| Shanghai              | Q1   | A    | A    | Q1   | Q1   | Q1   | Q1   | 1T   | Non disputato | Non disputato | Non disputato | 4T    |       | 3–2   |
| Parigi                | A    | A    | A    | A    | A    | A    | A    | A    | A             | A             | A             | A     |       | 0–0   |
| Vittorie-Sconfitte    | 0–0  | 0–0  | 0–0  | 0–0  | 0–0  | 0–0  | 0–0  | 0–1  | 0–0           | 0–0           | 0–0           | 7–4   | 2–5   | 9–10  |
| Statistiche Carriera  |      |      |      |      |      |      |      |      |               |               |               |       |       |       |
| Tornei vinti          | 0    | 0    | 0    | 0    | 0    | 0    | 0    | 0    | 0             | 0             | 0             | 0     | 0     | 0     |
| Finali ATP            | 0    | 0    | 0    | 0    | 0    | 0    | 0    | 0    | 0             | 0             | 0             | 0     | 1     | 1     |
| Vittorie-Sconfitte    | 0–0  | 0–0  | 0–0  | 1–1  | 0–0  | 3–1  | 0–1  | 2–4  | 0–0           | 0–2           | 5–4           | 18–16 | 24–23 | 54–53 |
| Ranking fine anno     | 1851 | 1358 | 1297 | 413  | 840  | 342  | 360  | 138  | 164           | 321           | 101           | 58    |       | N/A   |

## Vittorie contro giocatori Top 10
| Stagione | 2023 | 2024 | Totale |
| Vittorie | 2    | 1    | 3      |

| #    | Giocatore       | Rank | Evento              | Superficie  | Turno | Punteggio               |
| ---- | --------------- | ---- | ------------------- | ----------- | ----- | ----------------------- |
| 2023 |                 |      |                     |             |       |                         |
| 1.   | Taylor Fritz    | 10   | Madrid Open, Madrid | Terra rossa | 4T    | 3–6, 7–6(5), 7–6(8)     |
| 2.   | Casper Ruud     | 5    | US Open, New York   | Cemento     | 2T    | 6–4, 5–7, 6–2, 0–6, 6–2 |
| 2024 |                 |      |                     |             |       |                         |
| 3.   | Daniil Medvedev | 5    | Halle Open, Halle   | Erba        | 2T    | 6–3, 2–6, 7–6(5)        |